# Ischnodermataceae
Ischnodermataceae Jülich – rodzina grzybów należąca do rzędu żagwiowców (Polyporales).

## Charakterystyka
Grzyby poliporoidalne powodujące białą zgniliznę drewna. System strzępkowy dimityczny, strzępki ze sprzążkami. Zarodniki cienkościenne, gładkie, szkliste. Cystyd brak.

## Systematyka
Pozycja w klasyfikacji według Index Fungorum: Ischnodermataceae, Polyporales, Incertae sedis, Agaricomycetes, Agaricomycotina, Basidiomycota, Fungi.
Według Index Fungorum bazującego na Dictionary of the Fungi do rodziny Ischnodermataceae należą rodzaje:
- Ischnoderma P. Karst. 1879 – smolucha
- Lasiochlaena Pouzar 1990

Nazwy polskie według W. Wojewody.